# Marnardal

Marnardal fue un antiguo municipio del desaparecido condado de Vest-Agder, Noruega. El municipio de Marnardal fue creado en 1964 mediante la fusión de los municipios de Bjelland, Laudal, y Øyslebø y desapareció en 2020 cuando se fusionó con el municipio vecino de Lindesnes en lo que ahora es el condado de Agder.
Es un municipio mediterráneo, por el norte limita con el municipio de Evje og Hornnes en el condado de Aust-Agder, con el municipio de Audnedal por el oeste, Lindesnes, Mandal, y Søgne por el sur, y Songdalen y Vennesla en el este.

## Información general

### Nombre
El nombre se inspira en el vocablo en nórdico antiguo Marnardalr. El primer elemento es el caso genitivo del nombre de río Mǫrn (actualmente Mandalselva), el último elemento es dalr que significa 'valle'. Se desconoce el significado del nombre del río (tal vez derivado de marr que significa 'mar').

### Escudo
El escudo del municipio es moderno, fue creado en 1987. El escudo presenta tres piñas de pino, una por cada una de las tres antiguos municipios Bjelland, Laudal, y Øyslebø, que se fusionaron en Marnardal.